# Astragalus romasanus
Astragalus romasanus är en ärtväxtart som beskrevs av Oskar Eberhard Ulbrich. Astragalus romasanus ingår i släktet vedlar, och familjen ärtväxter. Inga underarter finns listade i Catalogue of Life.